# Mỏ than Tugrugnuur
Mỏ than Tugrugnuur là một mỏ than nằm ở miền đông Mông Cổ. Mỏ này có trữ lượng than lên tới 3,12 tỷ tấn than cốc, một trong những trữ lượng than lớn nhất ở châu Á và trên thế giới. Mỏ này có công suất sản xuất hàng năm là 0,05 triệu tấn than.